# ČT art
ČT art – czeska stacja telewizyjna poświęcona kulturze, wchodząca w skład czeskiej telewizji publicznej.
ČT art dzieli swój czas antenowy z ČT :D: Od godz. 06.00 do 20.00 nadaje ČT :D, a od 20.00 do 06.00 nadaje ČT art.

## Historia
ČT art powstał 31 sierpnia 2013 roku. Nadaje programy o kulturze i informacje kulturalne (np. ČT Live, Z první řady, Událostí v kultuře). Kanał nadaje w wersji HDTV od początku nadawania. ČT art emituje mało reklam. Codziennie jest emitowany inny program telewizyjny.

## Programy
- Událostí v kultuře
- Z první řady
- ArtZóna
- Kloubouk dolů
- Životy slavných
- Pop-rockové podium
- ČT Live
- Johnny Cash: For Kenya
- Šumné stopy
- Doupě Mekyho Žbirky
- Peep Show
- Folk factory
- To je opera